# 孙晓梅
孙晓梅（1958年—），安徽庐江人，汉族，中华人民共和国政治人物、第十二届全国人民代表大会重庆地区代表。
毕业于中国人民大学二分校中国共产党党史专业（妇运史）专业。加入中国农工民主党。担任农工党中央委员、妇女工作委员会主任、北京市常委，全国妇联执委，中华女子学院女性学系教授。2008年起担任全国人大代表。2013年，担任全国人大代表。